# Traders (Spielshow)
Traders ist der Name einer Schweizer Fernseh-Spielshow, welche am 20. Oktober 2010 im Schweizer Fernsehen erstmals auf Sendung ging. 
Das Sendeformat wird von Endemol produziert und anstelle der eingestellten Sendung "Deal or No Deal" auf SF 1 ausgestrahlt. Moderiert wird die Show von Roman Kilchsperger.

## Spielablauf
Der Kandidat hat 10 Fragen zu beantworten. Jede Frage hat einen höheren Wert. Die erste ist nur 100 Franken wert, die zehnte Frage 10'000 Franken. Zum Schluss kann der Kandidat mit einer Zusatzfrage sein bis dahin erspieltes Geld vervierfachen. Bei den Fragen gibt es keine Auswahl wie A,B,C oder 1,2,3. Allerdings kann es auch mehrere richtige Antworten geben, wie zum Beispiel auf die Frage: "Gesucht ist eine Primzahl zwischen 100 und 120". Falls der Kandidat die Antwort nicht weiss, kann er die Traders zu Hilfe ziehen. Falls der Kandidat nicht alle 10 Fragen beantworten kann, scheidet er aus, man kann also nicht aus dem Spiel aussteigen und das Geld mitnehmen. Zudem muss der Kandidat selber mit einem Buzzer einloggen.

### Geldstufen
Die Fragen haben folgende Werte:
- 1. Frage 100 CHF
- 2. Frage 500 CHF
- 3. Frage 1000 CHF
- 4. Frage 1500 CHF
- 5. Frage 2000 CHF
- 6. Frage 2500 CHF
- 7. Frage 3000 CHF
- 8. Frage 4000 CHF
- 9. Frage 6000 CHF
- 10. Frage 10'000 CHF

Wenn ein Kandidat alle Fragen alleine beantworten kann, erhält er dann 30'600 CHF.
Nach den zehn Fragen kann noch eine Bonusfrage gespielt werden, mit der man das Geld vervierfachen kann, aber keinen Trader benutzen darf. Bei falscher Antwort verliert man allerdings das erspielte Geld. Resultierend kann man einen Maximalgewinn von 122'400 CHF erzielen.

## Traders
Die 50 Traders sitzen auf einer eigenen Tribüne. Ihr Ziel ist es, dem Kandidaten möglichst viel Geld abzunehmen. Wenn der Kandidat die Antwort nicht weiss, kann er die Traders aufrufen. Dann erheben alle 50 Traders die Hand, auch wenn sie die Antwort nicht wissen. Der Kandidat kann daraus zwei Traders auswählen, welche sich näher vorstellen. Bei ihrem Alter, Namen und Beruf dürfen die Traders nicht lügen. Die zwei Traders haben nach der Vorstellung 10 Sekunden Zeit, um den Kandidaten zu überzeugen. In dieser Zeit darf der Trader sogar lügen. Nachher wählt der Kandidat einen der beiden. Der Trader hat nun die Möglichkeit, am Spielpult möglichst viel Geld für sich auszuhandeln. Der Betrag darf aber nicht höher sein als der Wert der Frage, also bei der ersten Frage kann ein Trader maximal 100 Franken abnehmen. Allerdings haben die beiden nur 20 Sekunden Zeit. Können sie sich einigen mit einem Handshake, bekommt der Trader das Geld und muss eine Antwort geben, aber wie in der Empfehlungsrunde darf er irgendeine Antwort geben. Allerdings muss der Kandidat diese erkaufte Antwort nicht zwingend nehmen.
Kommt in den 20 Sekunden kein Handshake zustande, geht der Trader zurück an seinen Platz und der Kandidat muss die Frage selber beantworten. Wenn der Trader eine richtige Antwort gibt, darf er zurück an seinen Platz und später noch einmal gewählt werden. Wenn er eine falsche Antwort gibt, muss er gehen, darf aber das Geld behalten.

## Joker
Der Kandidat hat zwei Joker, mit denen er die Auswahl an Traders verkleinern kann. Ist ein Joker gesetzt, dürfen nur diese Traders mitmachen, welche glauben, die richtige Antwort zu wissen. Beantwortet der Trader die Frage trotzdem falsch, verliert er sein ausgehandeltes Geld und muss das Studio verlassen.
In den ersten Sendungen wurden lediglich mit einer passenden Frage zur gestellten Quizfrage die Traders reduziert, nach wenigen Sendungen wurde aber das Konzept des Jokers zur jetzigen Regel geändert.